# Шереметьево-2 (фильм)
«Шереметьево-2» — советский фильм 1990 года режиссера Юрия Кузьменко.

## Сюжет
Кооператор Игорь, интеллигентный из бывших инженеров, поставляющий лом цветных металлов в США, решает эмигрировать из-за проблем с рэкетирами. Но для его жены Ирины вопрос отъезда в чужую страну сложнее, не хотят покидать родную Одессу и её родители. Чтобы убедить жену уехать, Игорь инсценирует её похищение рэкетирами, а затем «выкупает» её у них. Ирина соглашается на отъезд, но тут в её жизни появляется художник Костя, с которым у неё завязывается роман…

## В ролях
- Юрий Беляев — Игорь Николаевич, кооператор
- Оксана Калиберда — Татьяна, жена Игоря, родом из Одессы
- Михаил Хмуров — Костя, художник, реставратор
- Валентин Никулин — Николай Ильич Серебряков, художник, друг Кости
- Юнона Карева — Соня, мать Татьяны
- Валентин Кулик — Яков, отец Татьяны
- Алексей Золотницкий — главарь банды рэкетиров
- Юрий Кузьменко — прокурор

## Дополнительно
Съёмки велись в Москве и Одессе.
Эротическую сцену снимали на Тендровской косе, при этом по словам актрисы, режиссёр схитрил, не внеся её мужа в список съемочной группы, и того не пустили на съемку:

Про откровенные сцены в «Шереметьево-2» я не знала. Хотя и боялась, потому что после «Маленькой Веры» обнаженка стала модной. Каждый режиссер считал своим долгом раздеть артистку в кадре. Ясно, что на одесском пляже эротические сцены снять бы не смогли, а на безлюдном острове — пожалуйста. Режиссер после съемок сказал: «Мы так боялись, поскольку не знали, какие под одеждой у вас формы и как вы к этому отнесетесь». Я тогда не испытывала дискомфорта без одежды.— актриса Оксана Калиберда, из интервью изданию «Экспресс-газета», 2017 год
Режиссёр фильма написал по сюжету фильма одноимённый роман, изданный в 1995 году.

## Критика
Критикой отмечено, что само название фильма уже определяет его тему — из международного терминала аэропорта «Шереметьево-2» в годы «перестройки» улетали эмигранты из СССР.

Название этого фильма вызывает известные ассоциаци. Тема, таким образом, обозначена. Но этого оказалось мало авторам фильма. И появилась тема рэкета, потянувшая за собой похищение героини, что и послужило поводом для отъезда за рубеж. Но и этого оказалось мало. И тогда возникла любовь, которая сегодня в кино СНГ без эротики не бывает. И все это приводит к ревности. И всего этого — слишком много для небольшого односерийного фильма, даже если действие происходит в прекрасной Одессе и многоликой Москве.— журнал «Вестник», 1994 год
Кинокритик Сергей Добротворский отметил, что этим фильмом 1990 года тема эмиграции поднята во время, когда уехать из СССР уже было можно, и в фильме тема эмиграции уже не носит идеологического характера как, например, в фильме 1985 года «Рейс 222», но в нём миф о загранице и эмиграции зажил новой жизнью:

Он решает уехать. Она — нет. Изнемогая, она соглашается, но тут в ее жизнь входит Главное… Художник, мыслитель, атлет, обеими ногами стоящий на родной земле. В финале он бросается в погоню, но поздно — таможенная стойка навеки разделяет едва нашедших друг друга влюбленных. Очевидно, Заграница здесь фигурирует всего лишь в качестве жанровой функции. Мог быть Северный полюс, мог и Сатурн — в конце концов, не все ли равно, куда исчезает любовь, коль скоро ее главная задача исчезнуть. Любопытно другое. Уехать уже можно. Но уехать без риска стать беспросветным злодеем, разлучником, доверенным лицом тьмы еще нельзя. И формула двух миров вовсе не распадается, а только совершает полный оборот вокруг собственной оси. Здесь почва уходит из-под ног.— кинокритик Сергей Добротворский, журнал «Сеанс», 1994 год